# Desmond Llewelyn
Desmond Llewelyn, född 12 september 1914 i Newport i Wales, död 19 december 1999 nära Eastbourne i East Sussex (i en bilolycka), var en brittisk skådespelare. 
Desmond Llewelyn är intimt förknippad med den roll han kom att gestalta hela 17 gånger, "Q" (Quartermaster, kvartermästaren) i James Bond-filmerna. Hans första insats var i Agent 007 ser rött i rollen som Major Boothroyd, och därefter förekom han i alla Bond-filmer fram till sin död 1999, bortsett från 1973 års Leva och låta dö. Han är den skådespelare som medverkat i flest James Bond-filmer.
Llewelyn, som såg rollen som Q såsom en humorfri statstjänsteman, blev snart mycket populär bland fansen. Få visste dock att han var mycket oteknisk (enligt honom själv kunde han knappt byta en trasig glödlampa) och hade stora problem att lära sig den ofta rätt krångliga dialogen. Under Roger Moores tid som James Bond satte spexaren Moore i system att se till så att Llewelyn fick ännu krångligare repliker – och dessutom att de fusklappar som personalen höll upp bakom kameran innehöll fel text. Relationen till karaktären Bond växlade mellan skådespelare och enskilda filmer från hjärtligt till surmulet, . Ett återkommande element, som introducerades i Goldfinger på regissören Guy Hamiltons inrådan, var dock Q:s konstanta misstro och skepsis mot Bonds förmåga att hantera och lämna tillbaka de omsorgsfullt konstruerade anordningarna "i ursprungligt skick", något användningsområdet eller funktionen (exempelvis en exploderande penna) ofta talade emot. Särskilt Bonds mycket sofistikerade bilar har en förmåga att förstöras på våldsamma sätt. I Tid för hämnd, då Bond hoppar av från MI6 och inleder en privat vendetta, samverkar Q med Moneypenny för att hjälpa honom i fältet, vilket dock visade en varmare och förtroendegivande sida och gav Llewelyn själv en mer omfattande roll. 
Under andra världskriget tjänstgjorde Desmond Llewelyn som fänrik i armén och satt som krigsfånge under fem år på Colditz slott efter att han fångats av Wehrmacht i Frankrike 1940. Han befriades efter D-dagen. Llewelyn gifte sig 1938 med Pamela Pantlin, med vilken han hade två barn. Privat var Llewelyn djupt troende och ägnade mycket tid åt att forska i sin lokala kyrkas historia. 
Desmond Llewelyn omkom i en frontalkrock i sin bil då han var på väg hem efter att ha signerat sin biografi i en bokaffär. John Cleese tog över som ny Q i Die Another Day. Redan i Llewelyns sista film, Världen räcker inte till, så figurerade Cleese som assistent till Q, med det skämtsamma smeknamnet "R". Detta på Llewelyns egen önskan, eftersom han inte visste hur länge han skulle orka spela karaktären. Efterträdaren och Q:s avskedsord till Bond gav intrycket att avgången var aviserad; det är dock inkorrekt, och Llewelyn upprepade vid förfrågningar att han avsåg spela Q "så länge som producenterna vill ha mig och den allsmäktige inte vill det". Efter Cleeses enda film som Q återstartades serien med nya skådespelare, vilket gör det osannolikt att Llewelyn fortsatt längre än så (dock behöll Judi Dench rollen som M). På hans begravning talade bland andra Roger Moore, som spelat mot Llewelyns Q i sex filmer.

## Filmografi i urval
- Hamlet (1948) - ej krediterad
- Riddarna av runda bordet (1953) - ej krediterad
- Titanics undergång (1958) - sjöman
- Robin Hood - Den fredlöse (1960) - sårad fånge
- Den blodiga floden (1962) - Tom Blackthorne
- Cleopatra (1963) - senator
- Agent 007 ser rött (1963) - Boothroyd / Q
- Goldfinger (1964) - Q
- Ett lättfärdigt stycke (1965) - fångvakt
- Åskbollen (1965) - Q
- Man lever bara två gånger (1967) - Q
- Chitty Chitty Bang Bang (1968) - Mr. Coggins
- I hennes majestäts hemliga tjänst (1969) - Q
- Diamantfeber (1971) - Q
- Mannen med den gyllene pistolen (1974) - Q
- Älskade spion (1977) - Q
- Moonraker (1979) - Q
- Ur dödlig synvinkel (1981) - Q
- Octopussy (1983) - Q
- Levande måltavla (1985) - Q
- Iskallt uppdrag (1987) - Q
- Tid för hämnd (1989) - Q
- Merlin (1992) - professor Mycroft
- Goldeneye (1995) - Q
- Tomorrow Never Dies (1997) - Q
- Världen räcker inte till (1999) - Q